# Устенко, Пётр Иванович
Пётр Иванович Устенко (род. 4 августа 1960, Максаки, Черниговская область) — украинский политик, народный депутат Украины.

## Биография
Родился 4 августа 1960 года в селе Максаки Менского района Черниговской области.
Образование высшее, в 1984 году окончил Киевский автомобильно-дорожный институт (КАДИ). По специальности инженер-механик по строительным и дорожным машинам.
Трудовую деятельность начал в 1979 году. Работал слесарем на комбинате «Проминдустрия» в Чернигове, старшим научным сотрудником на кафедре теории машин и оборудование в КАДИ, старшим инженером Научно-исследовательского института электромеханических приборов в Киеве. В октябре 1984 года был избран секретарем комитета комсомола КАДИ.
С 1986 по 1988 год проходил службу в Вооружённых силах СССР. В рядах Вооружённых сил участвовал в ликвидации аварии на ЧАЭС. После демобилизации работал оперуполномоченным МВД Украины, затем на руководящих должностях во Внешнеэкономическом объединении «Инфоспорт-Холдинг-Инвест», генеральным директором Ао СП «АМП».
С сентября 1997 года по февраль 2000 года был членом Совета предпринимателей при Кабинете Министров Украины. 
В 1998 году был избран народным депутатом в Верховную Раду Украины по 207 избирательному округу. Был членом фракции ПРП «Реформы-центр», членом группы «Трудовая Украина» и «Возрождение регионов», членом фракции Партии «Демократический союз». Член Комитета по вопросам топливно-энергетического комплекса, ядерной политики и ядерной безопасности.
С марта 2002 года по октябрь 2006 года работал председателем Наблюдательного Совета АО СП «АМП».
С 2006 по 2007 год был помощником Председателя Верховной Рады.
В 2007—2008 годах работал начальником управления аналитического обеспечения работы Министра и коллегии (Патронатная служба) Министерства транспорта и связи Украины.
С ноября 2008 года по настоящее время работает председателем Наблюдательного Совета АО СП «АМП».
Член Социалистической партии Украины с февраля 2005 года. В 2005—2006 годах возглавлял Крымскую республиканскую организацию СПУ. Имеет опыт проведения двух мажоритарных и партийной кампании в организации выборов в АРК. С августа 2011 года член политсовета СПУ. В ноябре 2011 года избран Первым заместителем Председателя СПУ по организационно-кадровой работе, организации избирательного процесса и его ресурсного обеспечения.
29 апреля 2012 избран председателем СПУ. Ведёт также предпринимательскую деятельность.

## Семья
Отец — Иван Харитонович, механизатор колхоза «Первое мая», пенсионер. Мать — Лидия Петровна, доярка, пенсионерка. Женат, имеет двух сыновей.

## Награды
Заслуженный работник промышленности Украины (1998). Медаль «За трудовую доблесть» (1987). Орден Святого равноапостольного князя Владимира III степени, Преподобного Нестора Летописца III степени (2003).